# De zomer van '45
De zomer van '45 was een televisieproductie die in 1991 werd uitgezonden door de NCRV.
Het script werd geschreven door Willem Capteyn, Carel Donck en Hugo Heinen, gebaseerd op ervaringen van kinderen van Canadese bevrijders en hun moeders.
De muziek voor de serie werd geschreven door Joop Stokkermans. De regie werd gedaan door Bram van Erkel. 

## Verhaal
Twee Nederlandse meisjes, Anna en Maria, worden ieder aan het eind van de oorlog verliefd op een Canadese soldaat en raken in verwachting. Anna uit Zeeland wordt verliefd op de Canadese soldaat Jim en hij op haar. Maar de maalstroom van de gebeurtenissen gunt hun liefde nauwelijks een kans. Maria uit Breda beleeft de bevrijding als een onwezenlijke roes. Zonder dat ze dat weet sneuvelt Maria's minnaar. Ze krijgt haar kind in een tehuis en moet het afstaan. Anna en Jim willen trouwen, maar het noodlot drijft hen uit elkaar. We zien Maria's strijd om haar kind terug te krijgen en zien hoe Anna zich als alleenstaande moeder staande moet houden. We volgen de zoektocht van de kinderen naar hun vader in Canada. Zij beleven de hereniging en verzoening ten slotte, vele jaren later. Jim overlijdt aan het einde, waarna Anna weer alleen is. De televisieserie gaat over eerste liefdes die je nooit vergeet, en over de verstrekkende gevolgen daarvan.

## Hoofdrollen
| Acteur/actrice            | Rol             |
| ------------------------- | --------------- |
| Renée Fokker              | Maria Bloemink  |
| Will van Kralingen        | Anna Bayens     |
| David Palffy              | Jim Weaver      |
| Christianne Hirt          | Eva             |
| Tracey Olson              | Joey            |
| Diana Dobbelman           | Moeder Bayens   |
| Tom Jansen                | Vader Bayens    |
| Kitty Courbois            | Moeder Bloemink |
| Arthur Boni               | Vader Bloemink  |
| Gees Linnebank            | Willet          |
| John Leddy                | Boer            |
| Hetty Verhoogt            | Zuster Ignatia  |
| Ella van Drumpt           | Jenny           |
| Christel Domen            | Irene           |
| Bert Wagenaar van Kreveld | Robert          |

## Trivia
- Op 30 september 1991 werd de eerste aflevering uitgezonden.
- Er zijn 173 draaidagen geweest, met zo'n 100 crewleden in Canada en Nederland.
- Voor de serie zijn 320 rollen film gebruikt, met een lengte van 120 meter per stuk. In totaal werd dus meer dan 38 kilometer film gebruikt.
- Er zijn 2498 historische militaire voertuigen en 150 personenauto's gebruikt.
- Will van Kralingen en David Palffy hebben in het echt ook met elkaar een relatie gehad.
- Opgenomen in het Gelderse Laren, bij Huize Verwolde en in het dorpje Geervliet, Zuid-Holland, Het friese dorpje Driezum
- De serie is op DVD verschenen. Er zijn twee versies van in omloop.